# Quang Yên
Quang Yên là một xã thuộc huyện Sông Lô, tỉnh Vĩnh Phúc, Việt Nam.
Xã có diện tích 17,8 km², dân số năm 1999 là 7333 người, mật độ dân số đạt 412 người/km².